# Alexander Grimm
Alexander Grimm (Augsburgo, 6 de setembro de 1986) é um canoísta alemão.
Em 12 de agosto de 2008, Alexander Grimm ganhou a medalha de ouro nos Jogos Olímpicos de Verão de 2008 na modalidade Slalom K-1 masculino. Foi a primeia medalha de ouro para a equipe da Alemanha nestes Jogos Olímpicos.